# Yuan Wang
Yuan Wang (xinès: 王元)  (Lanxi, 29 d'abril de 1930 - Pequín, 14 de maig de 2021) va ser un matemàtic xinès.

## Vida i Obra
Wang va néixer a la província de Zhejiang, fill d'un alt funcionari xinès, però el 1937 en esclatar la Segona Guerra sino-japonesa, la família es va traslladar per diverses ciutats de l'interior de la Xina, on va ser escolaritzat, acabant els seus estudis secundaris a Nanjing. El 1948 va començar e4studis de matemàtiques a la universitat Yingshi, però l'any següent va ser transferit a la universitat de Zhejiang, en haver estat dissolta la primera. El 1952, en graduar-se brillantment, va ser assignat a l'Acadèmia Xinesa de les Ciències, on va començar a treballar amb Hua Luogeng en teoria de nombres.
Els seus treballs es van veure paralitzats el 1966 en començar la Revolució Cultural, durant la qual va ser assetjat i injustament criticat. El 1972 va poder reprendre la seva carrera acadèmica a l'Acadèmia. Des de 1987 fins a 1991 va ser president de la Societat Matemàtica Xinesa. Va morir a Pequín l'any 2021.
Els seus principals camps de recerca van ser la teoria de nombres i l'anàlisi numèrica i estadística. D'especial rellevància van ser els seus treballs sobre la conjectura de Goldbach. Cap al final de la seva vida es va interessar per la història de les matemàtiques a la Xina moderna i va publicar una biografia intel·lectual del seu mestre, Hua Luogeng.